# Søren Wærenskjold
Søren Wærenskjold (født 12. marts 2000 i Mandal) er en cykelrytter fra Norge, der er på kontrakt hos Uno-X Mobility.
Ved U23-enkeltstarten under VM i landevejscykling 2022 vandt Wærenskjold guldmedalje.